# 李兆宗
李兆宗（？—），男，中华人民共和国政治人物，曾任国家密码管理局局长。现任中央保密委员会办公室主任，国家保密局局长。中共十九大代表。